# Осиновка (Кожевниковський район)
Оси́новка (рос. Осиновка) — село у складі Кожевниковського району Томської області, Росія. Входить до складу Вороновського сільського поселення.

## Населення
Населення — 430 осіб (2010; 530 у 2002).
Національний склад (станом на 2002 рік):
- росіяни — 95 %